# بوكر براون
بوكر براون (بالإنجليزية: Booker Brown)‏ هو لاعب كرة قدم أمريكية أمريكي، ولد في 25 سبتمبر 1952 في ويسون في الولايات المتحدة.

## وصلات خارجية
- بوكر براون على موقع مرجع كرة القدم المحترفة.كوم (الإنجليزية)
- بوكر براون على موقع JustSportsStats.com (الإنجليزية)
- بوكر براون على موقع كلية كرة القدم في سبورتس رفرنس.كوم (الإنجليزية)